# 甜心
《甜心》（英語：Sugar）是美国流行摇滚乐队魔力红为他们的第五张专辑《第五辑》录制的歌曲，由麦克·波斯纳、亚当·莱文、卢克博士和雅各·卡舍·欣德林（Jacob Kasher Hindlin）共同创作，乐队制作人Ammo和Cirkut监制。歌曲于2015年1月13日作为专辑第三支单曲被派往美国当代热门电台。说唱歌手妮琪·米娜客串的混音版于3月10日通过iTunes Store数字下载。歌曲是一首包含打击乐器、键盘和吉他等各种乐器的迪斯科放克流行灵魂乐。
歌曲乐评人的普遍好评，朗朗上口的感觉和复古曲风获赞。在美国，歌曲在公告牌百强单曲榜最高排位到第两位，成为乐队《第五辑》第三支前十单曲，连续八周星期跻身前十。歌曲是百强榜史上第68首占据前十位置至少20个星期的歌曲。电影导演大卫·多布金在洛杉矶拍摄单曲的音乐录影带。录影带受2005年浪漫喜剧《婚礼傲客》的启发，展现了魔力红衝入在城内举办的婚礼的场面。影片于2015年1月14日电视首播。歌曲也被用作魔力红2015世界巡演的安可曲。
歌曲在第58届格莱美奖上获最佳流行组合/团体表演奖的提名。

## 制作与发行

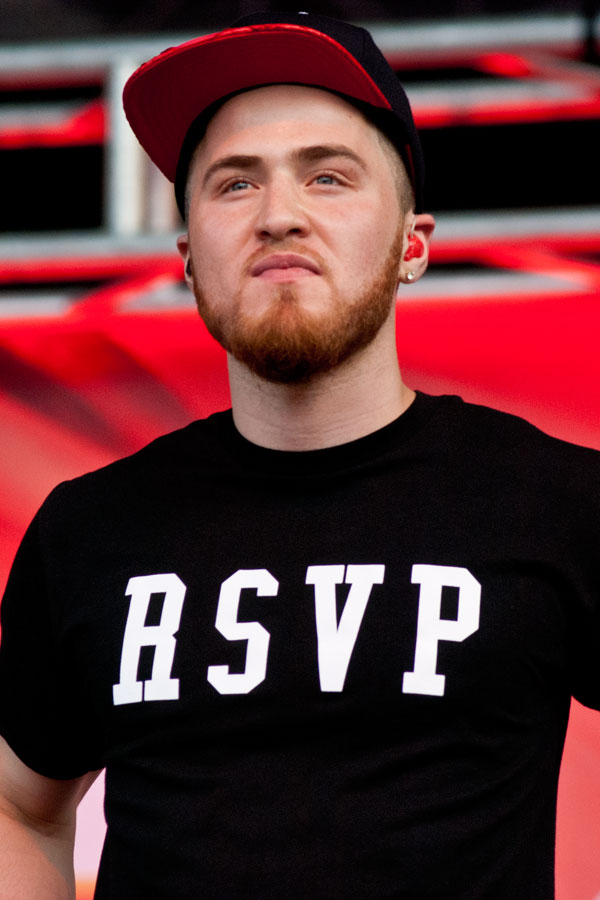
麦克·波斯纳原本为他计划专辑《回忆录》创作《甜心》，但专辑取消后他把歌曲交给魔力红。

自从2010年发行首张录音室专辑《31分钟后起飞》，美国创作型歌手麦克·波斯纳便为他的下一张唱片《回忆册》（Pages）撰写素材。列入专辑的歌曲中就有《甜心》，而亚当·莱文听到歌後希望将它纳入魔力红接下来的专辑，但被波斯纳否决。然而，2014年，他转换唱片公司，并宣布《回忆册》不会发行，取而代之的是一张将要发行的音乐作品。在接受《公告牌》采访时，波斯纳解释道：“好吧，只需要坐在电脑前，就能把歌曲给他们，当他们录制这首歌的时候，亚当就会加入他自己的口味，在它的基础上创作歌词或旋律之类的东西，他唱这首歌真的不错。我是他的狂热歌迷，因此我很高兴他们能做这首歌。”歌曲的最终版本由莱文、波斯纳、卢卡斯·哥特瓦尔德、雅各·卡舍·欣德林（Jacob Kasher Hindlin）、约书亚·科尔曼和亨利·沃尔特共同创作。歌曲的制作由科尔曼和沃尔特以他们各自的监制名称Ammo和Cirkut共同完成。
主音依然是莱文，而波斯纳则担任和音。歌曲在好莱坞的康威录音室、马利布的卢克大麻之家（Luke's in the Boo）、橡树谢尔曼的母舰录音室（The Mothership）录制，在维珍尼亚海滩的MixStar录音室混音。道格·麦基恩（Doug McKean）、克林特·吉布斯（Clint Gibbs）、诺亚·帕索夫伊（Noah Passovoy）和乔纳森·谢尔（Jonathan Sher）担任歌曲工程师，而约翰·阿姆斯特朗（John Armstrong）、埃里克·艾依兰德斯（Eric Eylands）、瑞秋·芬德陵（Rachael Findlen）和卡梅隆·蒙哥马利（Cameron Montgomery）帮助他们完成编程，担任助理工程师。混音工程师是约翰·哈内斯（John Hanes），所有器乐谱写和编程由魔力红、卢克博士、Ammo和Cirkut完成。阿蒂·史密斯（Artie Smith）担任乐器技术人员。新视界唱片公司于2015年1月13日将歌曲派往美国当代热门电台。同日，乐队推出单曲的正式封面，出现了夹着一块方糖的烈焰红唇。3月10日，由特立尼达籍说唱歌手妮琪·米娜客串的歌曲混音版通过iTunes Store数字发行。

## 作曲和歌词
歌曲是一首迪斯科放克流行灵魂乐歌曲，时长3分56秒，运用了广泛的乐器，包括詹姆斯·瓦伦丁、杰西·卡迈克尔和卢克博士提供的吉他、米基·麦登演奏的贝斯和卢克博士提供的合成贝斯。鼓点则由马特·弗林（Matt Flynn）和Cirkut提供，而PJ·莫顿、杰西·卡迈克尔、卢克博士、Ammo和Cirkut则负责键盘和合成器。音乐层面上，歌曲糅合了放克节奏和由合成器带动的上世纪80年代音乐怀旧感。歌曲融入了新浪潮元素。根据Kobalt Music Publishing为歌曲出版的数字乐谱，《甜心》以D大调作曲（录制时比D ♭ 降半步），嵌以四四拍，速度为每分钟120拍的快板。莱文的音域从D4低音跨越到F5高音，高于一个八度。
《娱乐周刊》的凯尔·安德森（Kyle Anderson）指出歌曲能让人回想起布鲁诺·马尔斯的作品。《公告牌》的布拉德·韦特（Brad Wete）将歌曲的制作过程与凯蒂·派瑞2014年单曲、同样由Cirkut和卢克博士制作的《生日快乐》作比较。相似地，《滚石》的乔恩·杜兰（Jon Dolan）也比较了这首歌和佩里的作品，写道：“放克吉他演奏的装饰性乐句，在莱文唱歌时飞快地跨越了一个轻快、如夕阳般陶醉的节奏......”。歌词上，莱文唱出了他对爱情的兴趣：“我都会在你身旁，我只想浅尝一口（I just wanna be there where you are/And I gotta get one little taste）”。歌词用“糖”比喻性交。《纽约时报》的乔恩·卡拉马尼卡（Jon Caramanica）写道，在唱“我想要那件红丝绒，如同我渴望着你那甜蜜的爱（I want that red velvet, I want that sugar sweet）”时，莱文听上去最好色。他表示：“他的低声哼唱非常纯净，很可能在想象他真的是在唱一首关于蛋糕的歌。”

## 发行

### 专业评价
AllMusic的斯蒂芬·托马斯·艾尔维恩在评价《第五辑》时写道，专辑最好的地方“就像他们的其他歌曲那样，魔力红在创作《甜心》时拥抱他们一直以来所做的和谐的、略带深情的成人当代流行音乐乐队。”VH1的爱丽莎·泰杰（Alexa Tietjen）指出，该曲是一首“让电台喜爱的流行歌”。Idolator的迈克·瓦斯（Mike Wass）将歌曲标榜为“可笑得吸引人的果酱”。同样，《国民报》的赛义德·赛义德（Saeed Saeed）称歌曲是《第五辑》的亮点，并接着表示歌曲“副歌的靶心会让你立刻跟着哼唱。”PopMatters的安妮·高尔文（Annie Galvin）称赞了这首歌，并写道：“歌曲在游丝般的合成器上分层叠加了微妙时髦的吉他脉搏，击中了甜蜜的地方，而莱文许多歌的上限是悦耳动听。”差评方面，《娱乐周刊》的安德森称歌曲“空洞之余兼杂乱”。

### 商业表现
《第五辑》发行后，歌曲便在韩国国际榜和韩国Gaon榜分别空降并最高排至第13位和第77位。歌曲及其录影带发行后，便在数字媒体上获得关注。《公告牌》预测歌曲首周凭借15多万份的数字销量空降前25位已成定局。截至2015年1月31日当周，歌曲空降公告牌百强单曲榜第八名，成为魔力红第三首空降该榜前十的歌曲，而他们之前的单曲《Moves Like Jagger》空降该榜第八，而《公告电话》成绩更优秀，空降第三。最终，歌曲成为乐队第11首前十热歌，成绩总体上排第八。歌曲连续占据该榜第二名四个星期，直逼马克·朗森搭档布鲁诺·马尔斯的《Uptown Funk》。在前十位呆了21个星期后，到2015年6月27日，歌曲滑至第10至12名。这标志着乐队在该榜前十呆过的最长时间，而之前的《Moves Like Jagger》和《最后一夜》也坚守前十21周。截至2015年8月，歌曲在美国售出330万份。

## 音乐录影带

### 开发和概念
2014年，电影导演大卫·多布金在意大利罗马出席他的电影《法官老爹》首映礼。期间，他收到莱文请求他执导乐队新音乐录影带的电邮，他表示：“我认识亚当已有几十年了。魔力红第一张专辑问世前我曾见过他。我岳母岳父跟他爷爷奶奶是挚友，每年我都会跟他过圣诞节。所以我们互相认识有很长一段时间了，我们总是说想一起创作些作品，但从未排上日程表。”之后他同意执导《甜心》的录影带，他们开始为视频的概念绞尽脑汁。多布金希望视频讲述乐队跟他们的观众的关系，想要真人和莱文家乡的洛杉矶元素。在接受VH1采访时，多布金透露：“之后构思出来，如果他们去参加一场真正的婚礼，作为惊喜乐队现身会发生些什么？”莱文听到这个想法后，便喜欢上了。
多布金曾于2005年执导电影《婚礼傲客》，当中欧文·威尔森和文斯·沃恩扮演主角约翰·贝克维斯（John Beckwith）和杰里米·盖瑞（Jeremy Grey），“两位潜入婚礼寻找失恋伴娘的潇洒流氓。”电影曾获得影评人的好评，全球斩获成功的2.85亿美元票房。多布金透露：“10年来大家都叫我做些跟电影有关的作品。我从来没想过要回归电影，只是因为电影它发展得非常好。但我们固守了这种思想，认为它有着很好的前景。之后它就一团糟，我们要怎样才能跳出这种困境？”概念敲定下来后，他们开始计划突袭婚礼。一开始，多布金决定不应该让人知道突袭和摄影。再三思考后，他决定至少要让一个人知情。所以他们只通知了新郎，对新娘保守秘密。不过乐队不会对新郎自报家门，他们只会告诉新郎他们是非常受欢迎，赢得多项格莱美奖。接下来就要决定乐队在每场表演开始时隐藏的办法。多布金设计并建造了一种能下拉的帐篷，按下按钮，帘幕就会掉到地板上。之后，多布金拜访了洛杉矶的幾位婚礼策划人，还去即将举办婚礼的地方踩点，从而确定现场最适合设立帐篷的地方。

### 摄制

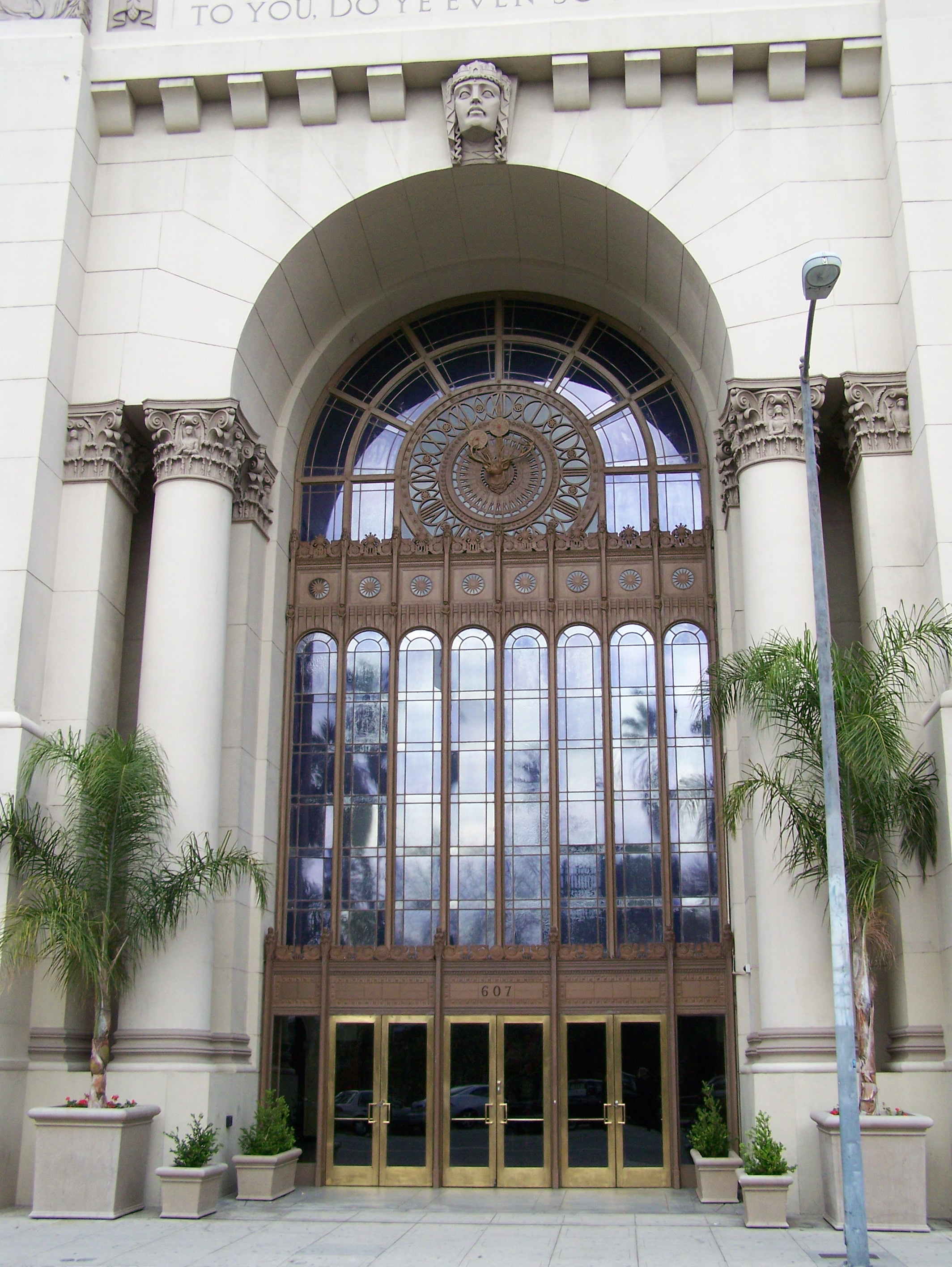
公园广场酒店宴会厅是其中一个取景点。

录影带在加利福尼亚州洛杉矶多家宴会厅拍摄，取景于全市多个婚礼地点。其中一个宴会厅是庆祝活动和派对非常热门的地点公园广场酒店。视频开拍前一个星期，多布金造访正在为视觉效果而排练的乐队。在会面中，莱文质疑了这个概念：“万一人们不喜欢我们呢？万一我们毁掉了属于新娘的时刻呢？”那是他们第一次考虑“万一我们毁掉某人最特殊日子”的情况。为了避免发生这种事，莱文想出了一个点子：表演完歌曲后，他和乐队吉他手詹姆斯·瓦伦丁为一对新人不插电演绎乐队2004年单曲《珍爱她》。舞池上的每个人为新人留出空间，献给他们的歌曲换成《第一支舞》（First Dance）。多布金表示，这是一个非常好的想法：“棒极了，只是浪漫得要命。”
拍摄前几天，大部分新郎开始变得紧张，想取消婚礼突袭。多布金会见他们单独每个人，跟他们开门见山地谈取消的事。最终，他们当中大多数人被证实是魔力红和“《美国好声音》的莱文”的歌迷，对拍摄完《甜心》后表演的《珍爱她》赞赏有加：“在那之后她不可能会对我生气。”录制视频前，乐队透过Twitter邀请他们的歌迷参加拍摄。每段场景录制前，制作团队都会有20分钟左右的时间进场搭建帐篷，而乐队则毫不张扬地进入。首场婚礼是犹太式的，搭建帐篷时新娘和新郎正坐在椅子上，多布金收到无线电呼机，称乐队被困电梯。最终他们走出电梯，冲上九楼，准时赶往宴会厅拍摄。多布金回忆，表演完工后，乐队成员看着他，好想想要说：“我的上帝，太棒了！下一站去哪？”

### 发行
在录影带新闻发布会上，莱文感慨：“这是一次彻头彻尾的亲身体验。我不知道我会被新婚夫妇和宾客的过度反应影响。不过，为人们创造一次难忘的经历是这一切的亮点。”他告诉《今夜娱乐》的凯文·弗雷泽安排整部录影带的紧张感。然而，新人对冲入他们婚礼的乐队惊呆了。他补充道：“这非常有趣。给这些人带去惊喜，让他们高兴的感觉非常好。（否则），会是完全的灾难。”负责拍摄婚礼的公爵摄影（Duke Photography）的代表表示：“这是一个令人难以置信的惊喜，婚礼上的每个人都会珍惜那些回忆。”录影带于2015年1月14日通过乐队的YouTube Vevo频道首播，同日透过加拿大和美国的iTunes Store开放数字下载。歌曲于1月17日上午9点在EST台的《VH1 Top 20 Video Countdown》电视首播。

### 概述
录影带开场，乐队成员走出一个地方，其时莱文说道：“今天是2014年12月6日，我们打算驱车走遍整个洛杉矶，尽我们所能冲入每一场婚礼。”说完，他进入车子并开车。随后，一辆面包车停靠在宴会厅正在举行婚礼的公园广场酒店附近。一队人马走出车子，进入大楼着手搭建神秘舞台，而宾客则感到惊讶，想知道到底发生了什么事。一名宾客站起身，开始与工作人员争辩。同时，镜头切换到正在城里驾车驰骋的乐队，莱文开始唱歌。乐队停在酒店门前，偷偷溜进一切准备就绪的大楼。他们步入乐器都已经准备好的白色帘子里。他们叫新娘和新郎站到他们面前，然后让帘子掉下，看到新娘开始兴高采烈地尖叫，而新郎则是一面迷糊。之后，他们开始会心微笑，所有宾客站起身伴着歌曲跳起舞。
画面切换，乐队再次出发，一同赶往另一场婚礼，偷偷溜进正在举办婚礼的大楼。宾客既惊讶又高兴的类似情况也在那儿出现。在洛杉矶驾车时，几位女生认出了乐队，并与瓦伦丁合影。视频结尾处，婚礼宾客给予乐队掌声，而魔力红的成员则为新人欢呼。录影带结尾处对客人们说：“谢谢你们，这是我们有史以来做过的最酷的事情......”

### 分析
《滚石》的瑞安·里德（Ryan Reed）表示，在视频中乐队融入了演员欧文·威尔森和文斯·沃恩在《婚礼傲客》中的角色，借助他们表演的《甜心》让观众惊讶。《每日电讯报》的凯瑟琳·吉（Catherine Gee）认为视频证明“洛杉矶没有人会介意乐队不事先预告便到场表演他们的新单曲”。《公告牌》的埃利亚斯·莱特（Elias Leight）指出，现场人们的反应从尖叫、用手指点到后来大喊大叫，而在最后他们终于跳起舞来。他还指出女性比男性更快辨认出莱文。CNN的梅洛迪·史密斯（Melodi Smith）写道，房间里的面孔表情“非常珍贵：喜悦、落泪、困惑”。《娱乐周刊》的珍妮弗·马斯（Jennifer Maas）注意到每位新郎应该对莱文在表演结束后拥抱他的新娘而尴尬：“总之，如果这是某种地道的特技，录影带导演完全偷走了这些夫妇的婚礼摄影师的风头。”
静态视频（Video Static）的史蒂芬·戈特利布（Steven Gottlieb）称录影带“好玩”，“开场白”只有一个目标，给婚礼惊喜，而不是参考《婚礼傲客》去接送醉酒的新人。《纽约每日新闻》的伊丽莎白·泛美特（Elizabeth Vanmetre）写道：“让亚当·莱文冲入你的婚礼会让所有婚礼锦上添花。”《时代》的劳拉·斯坦普勒（Laura Stampler）评价录影带时写道，尽管录影带不会像魔力红之前的作品《冷血动物》的效果，莱文跟踪由他真正的妻子、模特儿贝哈蒂·普林斯露扮演的浑身是血的女性那样，让你疯狂，但你可能仍会觉得恼火。”她还说，“我愿意”是你人生中最幸福的时刻，但看到莱文唱对新娘唱“比南加州湾还要火热（hotter than southern California Bay）”，却是你人生中最最幸福的时刻。《赫芬顿邮报》的雷·韦恩古斯（Leigh Weingus）表示，录影带中莱文的婚礼突袭比威尔逊和沃斯做得还要“棒”。雅虎音乐榜单观察（Chart Watch）的保罗·格赖因（Paul Grein）给录影带贴上有一点“古板”的标签，不过他也表示有点“可爱”和“搞笑”。
截至2016年7月，录影带凭借13.7亿次播放成为YouTube点播量排第16位的视频。

### 争议
《生活与方式》、《滚石》和《柯梦波丹》等多家媒体报道，录影带被指三天内都在同一地点搭景拍摄。他们表示，第一位新郎由新西兰演员尼可·埃弗斯-斯温德尔扮演，而演员埃里克·萨特博格（Eric Satterberg）和前《全美超级模特儿新秀大赛》选手雷娜·亨分饰宾客和新娘两角。此外，两位扮演家长的演员表示“网上的最新动向是魔力红的《甜心》音乐录影带是真实的还是搭景的。我们扮演了亚裔新娘的家长，一切都是搭好的。”
《今日美国》的卡莉·马伦巴姆（Carly Mallenbaum）还分析了情况，并表示虽然有几场婚礼可能是搭景的，但至少他们当中有两个人是真的在场人员。她表示，婚礼摄影师埃里克·帕森斯（Eric Parsons）曾告诉她，他拍了其中一场魔力红担任惊喜嘉宾的婚礼：“（新娘）莎朗（Sharon）对这件事一无所知。她在视频中的嘴型是‘WTF’状。”另一位摄影师杜克·科达福迪安（Duke Khodaverdian）拍摄了另一场婚礼，他表示：“10点30分许，某位制片人走上台表示：‘女士们先生们，我们有个惊喜要给你们。’每个人都发狂了。房间变得电力十足。”乐队喝干邑白兰地时的镜头出自他拍摄的婚礼画面。
YouTube上的视频证实两段真实的婚礼突袭镜头用在录影带结尾处，包括第五对夫妇马丁（Martin）和莎丽丝（Sharis）和第七对夫妇瑞恩（Ryan）和梅兰妮（Melanie）。埃里克·帕森斯发布了照片和证词，证实了第四对夫妇莎朗（Sharon）和史蒂夫（Steve）的婚礼也是真的。已发表的文章证实了新郎史蒂夫·韦弗（Steve Weaver）是录影带制片人的朋友，是预先计划好的，尽管新娘并不知情。

## 现场表演
乐队在他们的魔力紅第五輯巡迴演唱會（2015-2016年）中作为安可曲演绎了这首歌。

## 曲目列表
数字下载 – Remix
1. "Sugar" （featuring Nicki Minaj）– 3:55

## 榜单
| 榜单（2015年）                             | 最高排位 |
| ------------------------------------------ | -------- |
| 澳大利亚（澳大利亚唱片业协会單曲榜）       | 6        |
| 奥地利（Ö3四十强单曲榜）                   | 25       |
| 比利时佛兰德（Ultratop五十强单曲榜）       | 24       |
| 比利时瓦隆（Ultratop五十强单曲榜）         | 24       |
| 保加利亚 （IFPI）                          | 2        |
| 巴西 （Billboard Brasil Hot 100）          | 36       |
| 加拿大（Canadian Hot 100）                 | 2        |
| 加拿大（《告示牌》Canada AC）              | 1        |
| 加拿大（《告示牌》Canada CHR）             | 1        |
| 加拿大（《告示牌》Canada Hot AC）          | 1        |
| 克罗地亚（Airplay Radio Chart）            | 3        |
| 捷克（電台百強單曲榜）                     | 8        |
| 捷克（百強數位單曲榜）                     | 1        |
| 丹麥（Hitlisten单曲榜）                    | 5        |
| 歐洲（《告示牌》Euro Digital Song Sales）  | 11       |
| 芬兰（芬蘭官方單曲榜）                     | 11       |
| 法国（法國唱片出版業公會單曲榜）           | 15       |
| 德国（德國官方單曲榜）                     | 41       |
| 希腊数字歌曲榜（《公告牌》）               | 8        |
| 匈牙利（四十强电台榜）                     | 2        |
| 匈牙利（四十強單曲榜）                     | 2        |
| 匈牙利（四十強串流榜）                     | 1        |
| 愛爾蘭（愛爾蘭唱片音樂協會单曲榜）         | 5        |
| 以色列（媒体森林电台榜）                   | 3        |
| 意大利（意大利音乐产业联盟单曲榜）         | 6        |
| 日本（Japan Hot 100）                      | 19       |
| 黎巴嫩（OLT 20）                           | 1        |
| 黎巴嫩英语榜（OLT 20）                     | 1        |
| 墨西哥电台（《公告牌》）                   | 1        |
| 荷兰（荷蘭四十強單曲榜）                   | 9        |
| 荷兰（百强单曲榜）                         | 10       |
| 新西兰（新西兰唱片音乐协会单曲榜）         | 3        |
| 挪威（世道單曲榜）                         | 11       |
| 波蘭（波蘭百大電台榜）                     | 3        |
| 葡萄牙（《告示牌》Portugal Digital Songs） | 8        |
| 蘇格蘭（官方榜单公司單曲榜）               | 6        |
| 斯洛伐克（電台百強單曲榜）                 | 1        |
| 斯洛伐克（百強數位單曲榜）                 | 2        |
| 南非（非洲娛樂監測单曲榜）                 | 1        |
| 韩国 （Gaon Music Chart）                  | 17       |
| 韩国国际榜 （Gaon Music Chart）            | 1        |
| 西班牙（西班牙音樂製作協會）               | 9        |
| 瑞典（瑞典最熱榜）                         | 17       |
| 瑞士（瑞士热门音乐榜）                     | 10       |
| 英國（官方榜单公司單曲榜）                 | 7        |
| 美国（《告示牌》百大單曲榜）               | 2        |
| 美國（《告示牌》成人當代單曲榜）           | 2        |
| 美國（《告示牌》Adult Pop Airplay）        | 1        |
| 美國（《告示牌》Dance Club Songs）         | 36       |
| 美國（《告示牌》Latin Pop Airplay）        | 35       |
| 美國（《告示牌》Pop Airplay）              | 1        |
| 美國（《告示牌》Rhythmic Songs）           | 23       |

| 榜单（2015年）                           | 排位 |
| ---------------------------------------- | ---- |
| 澳大利亚 （ARIA）                        | 13   |
| 加拿大（Canadian Hot 100）               | 5    |
| 丹麦（Tracklisten）                      | 13   |
| 以色列（Media Forest）                   | 10   |
| 意大利（FIMI）                           | 21   |
| 日本（Japan Hot 100）                    | 34   |
| 新西兰（Recorded Music NZ）              | 6    |
| 波兰（ZPAV）                             | 27   |
| 韩国（Gaon Music Chart）                 | 9    |
| 韩国国际榜（Gaon Music Chart）           | 1    |
| 英国单曲榜 （Official Charts Company）   | 13   |
| 美国《公告牌》百强单曲榜                 | 5    |
| 美国成人当代音乐榜 （《公告牌》）        | 2    |
| US Adult Top 40 （《公告牌》）           | 4    |
| US Dance/Mix Show Airplay （《公告牌》） | 19   |
| US Mainstream Top 40（《公告牌》）       | 5    |

## 销量认证
| 地區                           | 认证    | 认证单位/销量 |
| ------------------------------ | ------- | ------------- |
| 澳大利亚（澳大利亚唱片业协会） | 3× 白金 | 210,000^      |
| 比利时（比利時唱片音樂協會）   | 金      | 15,000‡       |
| 加拿大（加拿大音乐协会）       | 白金    | 80,000*       |
| 丹麦（國際唱片業協會丹麥分會） | 白金    | 60,000^       |
| 意大利（意大利音乐产业联盟）   | 2× 白金 | 100,000‡      |
| 日本（日本唱片協會）           | 金      | 100,000^      |
| 新西兰（新西兰唱片音乐协会）   | 2× 白金 | 30,000*       |
| 波兰（波蘭音像製造商協會）     | 3× 白金 | 60,000*       |
| 韩国（Gaon）                   | 不適用  | 1,346,468     |
| 瑞典（瑞典唱片業協會）         | 白金    | 40,000‡       |
| 英国（英国唱片业协会）         | 白金    | 600,000‡      |
| 美国（美國唱片業協會）         | 不適用  | 3,308,000     |

## 发行历史
| 地区   | 日期          | 格式                     | 厂牌   | 参考    |
| ------ | ------------- | ------------------------ | ------ | ------- |
| 美国   | 2015年1月13日 | 当代热门电台             | 新视界 | [ 4 ]   |
| 意大利 | 2015年2月20日 | 当代热门电台             | 环球   | [ 132 ] |
| 加拿大 | 2015年3月10日 | 数字音乐下载 （Remix版） | 新视界 | [ 6 ]   |
| 美国   | 2015年3月10日 | 数字音乐下载 （Remix版） | 新视界 | [ 133 ] |